# Deadman (DC Comics)
Dead-Man (Boston Brand) (Español: Hombre Muerto) es un superhéroe ficticio que aparece en los cómics estadounidenses publicados por DC Comics. Apareció por primera vez en Strange Adventures # 205 (octubre de 1967), y fue creado por Arnold Drake y Carmine Infantino.

## Historial de publicaciones
La primera aparición de Deadman en Strange Adventures #205, escrita por Arnold Drake y dibujada por Carmine Infantino, incluyó la primera representación conocida de narcóticos en un relato aprobado por el Comics Code Authority. La aparición de "Deadman" sirvió de temprana carta de presentación del arte de Neal Adams.

## Historia
Deadman es un antiguo acróbata de circo llamado Boston Brand, que fue asesinado durante un espectáculo de trapecio por un asaltante misterioso conocido sólo como el gancho. A su espíritu se le da el poder para poseer cualquier ser vivo, por una diosa hindú de nombre Rama Kushna, a fin de buscar a su asesino y obtener justicia. Sin embargo, Deadman se ve obligado a ayudar a los demás, mientras realizaba su búsqueda, utilizando su poder para intervenir y controlar a las personas que viven para ayudar a los inocentes. Deadman descubrió que unos delincuentes utilizan el circo ambulante para el contrabando de heroína y cocaína. En última instancia, Boston descubre la verdad sobre su asesinato y llegó a aceptar su papel como interventor en la vida de los mortales. En el transcurso de los años, Deadman ha enfrentado a Rama Kushna varias veces debido al destino de las almas de varios superhéroes fallecidos. Dos de ellos han sido Flash (Barry Allen) y Robin (Jason Todd). Durante el incidente de Robin, Deadman trata de poseer al Joker, pero fue expulsado por la locura del villano. Rama también mantuvo una ciudad por algún tiempo, llamada Nanda Parbat. Cuando la gente malvada vivía ahí, el poder de Rama los hacía cambiar de actitud dejando la maldad a un lado. Uno de los peores criminales que fue recibido ahí fue Darío Caldera, que casi destruyó el mundo cuando salió de la ciudad. Lamentablemente, Nanda fue destruida debido a una fuerza militar y mística combinada. Toda la gente malvada reclutada ahí, regresó al mundo real. Después Rama Kushna muere con el fin de derrotar a Jonás, un espíritu similar a Deadman. Alrededor de este tiempo, Deadman ayuda al Espectro a derrotar a seres demoníacos hombres lobos, quienes logran eliminar gran parte de la esencia del Espectro. Deadman se ve obligado a fusionarse con el Espectro hasta que se estabilizaron las cosas. Posteriormente Deadman es uno de las docenas de héroes reducidos a una edad preadolescente por Klarion el chico Brujo a quien finalmente logran derrotar. En la noche más oscura # 2, Boston Brand comienza a escuchar las voces de los muertos. Siendo un espíritu, no puede dejar que su cuerpo se plantee como un Linterna Negro. Trata de impedirlo al poseer su propio cuerpo, pero es expulsado después de experimentar dolor físico y emocional durante el intento. Posteriormente ayuda a Batman, Robin y Red Robin a repeler la invasión de los Linternas Negros. Deadman consigue salvar al Comisionado Gordon de los linternas Negros al poseer el cuerpo de su hija, llevándolos a los dos a un lugar seguro. Deadman es posteriormente enviado por Batman para poseer el cuerpo de Jason Blood, para invocar el poder de Etrigan. Deadman utiliza la llama del demonio Etrigan para frenar a los Linternas Negros.

## Poderes y Habilidades
Como espíritu incorpóreo, Deadman no podía ser visto ni escuchado por la mayoría de los demás (algunos místicos aún podían percibirlo), podía atravesar objetos y podía volar o flotar. Podía poseer a cualquier ser vivo (humano o animal no humano), controlar sus acciones y podía comunicarse con las personas a través del cuerpo de otra persona. En una historia, sin embargo, no podía controlar a ciertos secuaces criminales que poseía debido a que sus mentes estaban bajo sugestión post-hipnótica (ya que sus mentes no eran realmente las suyas en ese caso). Las personas que poseía no conservaban ningún recuerdo de la experiencia. Tiene problemas para poseer a aquellos con mentes más fuertes como Batman y, a menudo, se ve obligado a salir en un corto período de tiempo. Deadman también tiene problemas con la magia, ya que su forma espiritual puede ser manipulada hasta cierto punto.
Como ser humano vivo, es un atleta de nivel olímpico bien entrenado en acrobacias. Como portador de un anillo de poder blanco, posee todos los poderes que el anillo confiere a su portador. Estos poderes, hasta ahora, incluyen el vuelo, la invisibilidad (o la capacidad de ocultar su presencia), la teletransportación, la curación de heridas graves, la creación de construcciones de energía sólida y el poder de devolver a los seres a la vida. Sin embargo, no tenía control sobre estos nuevos poderes y el alcance y las limitaciones de esos poderes aún no están definidos. El anillo de poder de Black Lantern le dio a su cadáver reanimado habilidades similares, sin embargo, reanima a los muertos en lugar de resucitarlos por completo.

## En otros medios

### Televisión

#### Acción en vivo
- Tras el éxito de X-Men en 2000, Warner Bros. Television anunció que se estaba desarrollando una película de televisión Deadman para TNT, que también se estaba considerando como piloto para una posible serie de televisión.[4] El proyecto estuvo en desarrollo hasta 2003, pero luego fue archivado.[5]
- En 2011, WBTV contrató al creador de Supernatural, Eric Kripke para dirigir una serie de televisión de Deadman para The CW, ya que la cadena buscaba encargar una nueva serie de superhéroes.[6] Al año siguiente, otra serie de superhéroes (Arrow) debutó en la red. Una serie de Deadman nunca se materializó y Kripke se ha trasladado a otros proyectos.

#### Animación
- Deadman apareció en Liga de la Justicia Ilimitada, con la voz de Raphael Sbarge. Aparece como el campeón de la diosa Rama Kushna. Se afirma que Batman ya sabía que Deadman lo ayudó a resolver su propio asesinato y se entrenó con el monje en el templo donde residía Deadman. En el episodio "Dead Reckoning", reside en un templo en Nanda Parbat que la Legión del Mal invade y roba un artefacto específico. Cuando Deadman es reclutado por Rama Kushna para reclamar el artefacto, Deadman se dirige a la Atalaya y posee a Superman para pedir ayuda a la Liga de la Justicia. Esto conduce a un conflicto con la Legión del Mal en Gorilla City, donde Deadman ayuda a Superman, Wonder Woman y Batman evitan que Gorilla Grodd use el artefacto para convertir a todos los humanos en gorilas, poseyendo Wonder Woman y Atomic Skull para perseguir a Devil Ray y detener a la Legión del Mal. Después de que el conflicto terminó con algunos miembros de la Legión del Mal escapando dejando atrás a los miembros derrotados, vio a Devil Ray apuntando a Wonder Woman. Deadman poseyó a Batman y le disparó a Devil Ray con una pistola, matando accidentalmente a Devil Ray al enviarlo volando hacia cables eléctricos. Debido a este error que causa que la balanza se desequilibre, Rama Kushna requiere que Deadman continúe con sus deberes y es teletransportado de regreso al templo.
- Deadman aparece en Batman: The Brave and the Bold, con la voz de Michael Rosenbaum.[7] El origen de Boston Brand es casi exactamente el mismo, hasta el asesino de manos de gancho llamado Hook (con la excepción de que Rama Kushna no se menciona en absoluto). No sabe cómo ni por qué se le impidió "cruzar", lo que alimenta su melancólica autocompasión. En el episodio "Dawn of the Deadman!", Deadman encuentra el espíritu de Batman en Londres, Inglaterra, cuando Caballero Fantasma entierra vivo a Batman. Todavía deprimido debido a su condición, Batman lo convence para ayudar a evitar que Caballero Fantasma levante un ejército de muertos vivientes para destruir Londres, mientras Green Arrow y Speedy intentan desenterrar el cuerpo de Batman. Deadman ayuda a los héroes a frustrar a Caballero Fantasma y acepta su destino como héroe. Además, se revela que Batman ha estado trabajando en su caso desde la desaparición de Brand. En la escena final del episodio, aparece Deadman donde ayuda a Batman a luchar contra la Tríada.
- Boston Brand se menciona en la serie animada Teen Titans Go!. En el episodio "La Larva de Amor", Robin busca a Sedita en la Torre de los Titanes y mira debajo de la cama de Starfire, pero en cambio encuentra el cadáver de Boston debajo para gran horror de Robin. Un barquero de Underworld le pregunta a Raven por las 'monedas de Deadman' y una lápida con el nombre de Brand aparece en el episodio "Salty Codgers".
- Deadman aparece en su propio segmento en DC Nation Shorts, con la voz de Matt L. Jones. Estos tres cortos han sido producidos por Cartoon Network y el creador de Chowder, C. H. Greenblatt. El primer corto muestra a Deadman poseyendo varios cuerpos para salvar a un cuervo que cae y que ha tratado de asustar.

### Película
- Guillermo del Toro se ha interesado en producir una película del héroe, supuestamente de la única fuente. Variety informó que Nikolaj Arcel iba a dirigir.[8]
- Deadman aparece en Justice League Dark, con la voz de Nicholas Turturro.[9]
- Deadman hace una aparición teatral en Teen Titans Go! to the Movies.

### Videojuegos
- Deadman aparece como un personaje jugable en Lego DC Super-Villains, como parte del "Paquete de personajes DLC oscuro de la Liga de la Justicia", con la voz de Steven Blum.[10]